# Faisalabad

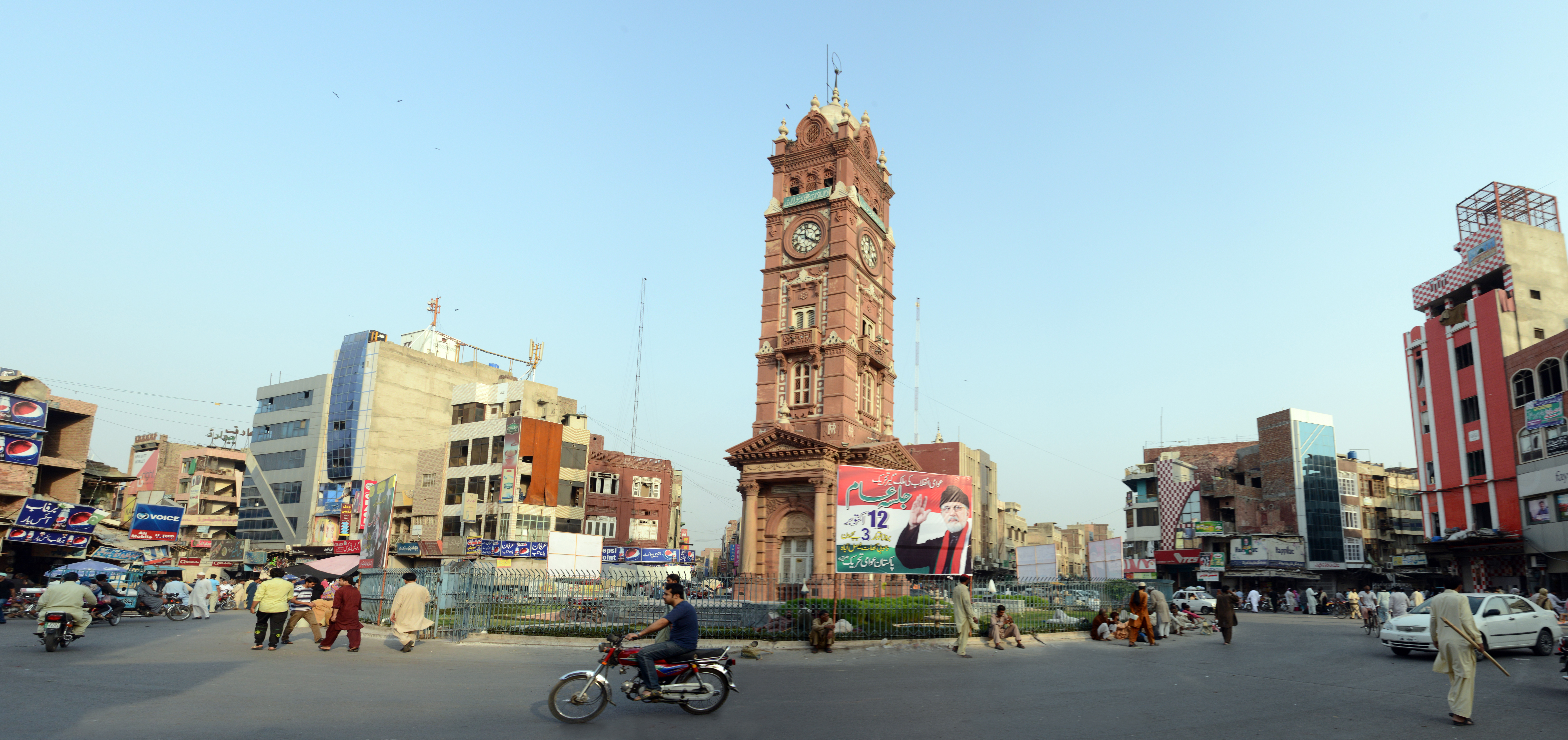
La tour de l'horloge de Faisalabad.

Faisalabad (en pendjabi et en ourdou : فیصل آباد) est une ville du Pakistan située dans la province du Pendjab et capitale du district de Faisalabad. Avant 1977, son nom était Lyallpur. Avec sa population de 3,7 millions d'habitants en 2023, elle  est la troisième  ville du Pakistan et la deuxième du Pendjab après Lahore.
Faisalabad est une ville industrielle détenant une position centrale dans la province du Pendjab : elle est située à 128 kilomètres au sud-ouest de Lahore et à 350 kilomètres au sud d'Islamabad et Rawalpindi.

## Histoire
Initialement développée comme un marché agricole en 1892 (sous le nom de Lyallpur), celle-ci est devenue un centre industriel majeur pour le pays.
Le plan de son centre-ville reprend le dessin du drapeau du Royaume-Uni (Union Jack).

## Démographie
La population de la ville s'étend sur 122 km2, elle est comptabilisée à 3,2 millions d'habitants lors du recensement de 2017 avec un taux de croissance démographique annuel de 3,58 %. La population de la ville a été multipliée par plus de deux entre 1972 et 1998, passant de 823 343 habitants à 1 977 246 en 1998.
En 2023, la population est recensée à 3,69 millions d'habitants.
La population de la ville parle très majoritairement le pendjabi, à près de 91 %. On trouve toutefois des minorités ourdouphones représentant 7,9 % de la population, tandis que les Pachtounes sont le troisième groupe avec presque 1 % des habitants.
Près de 5 % des habitants de la ville sont chrétiens, ce qui en fait l'une des plus importantes communautés du pays, avec près de 150 000 fidèles. 
|            | 1941    | 1951     | 1961     | 1981      | 1998      | 2017      | 2023      |
| ---------- | ------- | -------- | -------- | --------- | --------- | --------- | --------- |
| Population | 069 930 | 0425 240 | 0823 343 | 1 104 209 | 1 977 246 | 3 203 846 | 3 691 999 |

## Économie

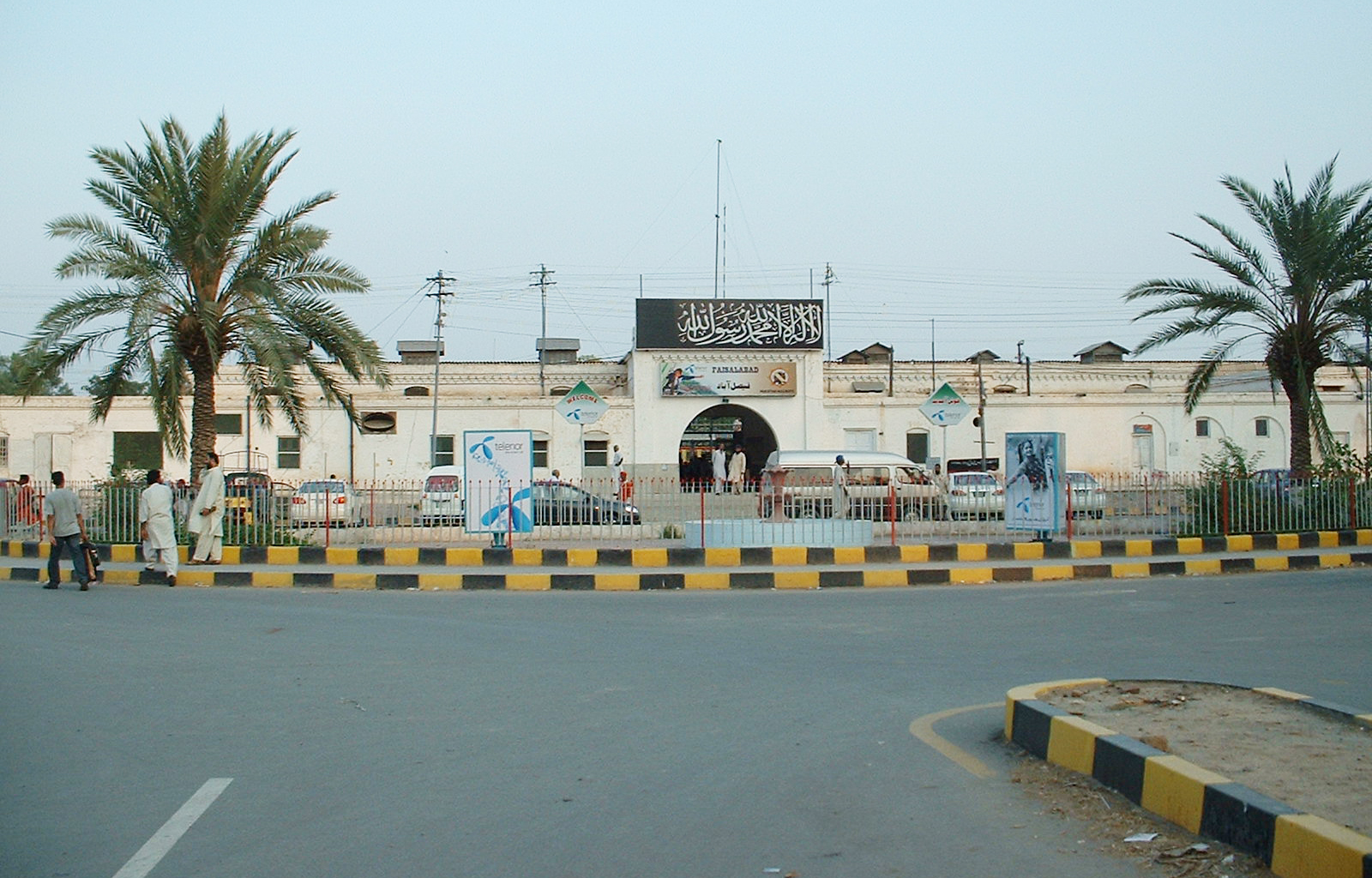
Gare de Faisalabad.

La ville est, comme pour son classement démographique, la troisième plus riche du pays, avec un PIB de quatorze milliards de dollars en 2008. Elle vit principalement de son industrie textile, la plus puissante du pays, représentant 65 % des exportations du pays dans ce domaine. La ville contient également plusieurs banques internationales, ainsi que les rédactions de nombreux journaux. 
Faisalabad est relativement bien desservie par les différents modes de transports du pays. La ville est notamment située sur la ligne de chemin de fer qui va de Wazirabad à Lodhran, puis Karachi. Depuis 2003, la ville est également reliée au réseau d'autoroutes qui relie les principales villes du nord du pays, à savoir Lahore ainsi que les villes voisines Rawalpindi et la capitale Islamabad. Enfin, l'aéroport international de Faisalabad est situé à quinze kilomètres de la ville et accueille des vols nationaux et internationaux de la Pakistan International Airlines ainsi que de la Shaheen Air.

## Politique
La ville est représentée à l'Assemblée nationale par les quatre circonscriptions électorales no 82 à 85 qui comprenaient 1 134 289 électeurs inscrits en 2008. Durant les élections législatives de 2008, trois circonscriptions ont été remportées par la Ligue musulmane du Pakistan (N) et une par le Parti du peuple pakistanais. Les deux partis ont réuni respectivement 48,6 % et 38,2 % des voix. Le troisième parti, la Ligue musulmane du Pakistan (Q) a réuni 12,5 % des voix. La participation dans la ville s'établit à 46,2 %. En revanche, lors des élections législatives de 2013, les quatre circonscriptions sont remportées par la Ligue musulmane du Pakistan (N).
Depuis 2018, les quatre circonscriptions de la ville sont numérotées de 107 à 110 et lors des élections législatives de juillet 2018, elles sont toutes remportées par le Mouvement du Pakistan pour la justice.
| Parti                                        | Voix (national) | %       | Élus nationaux |
| -------------------------------------------- | --------------- | ------- | -------------- |
| Mouvement du Pakistan pour la justice        | 476 143         | 48,76 % | 4              |
| Ligue musulmane du Pakistan (N)              | 415 877         | 42,58 % | 0              |
| Tehreek-e-Labbaik Pakistan                   | 37 800          | 3,87 %  | 0              |
| Allah-o-Akbar Tehreek                        | 17 910          | 1,83 %  | 0              |
| Parti du peuple pakistanais                  | 13 736          | 1,41 %  | 0              |
| Muttahida Majlis-e-Amal                      | 6 511           | 0,67 %  | 0              |
| Autres partis et indépendants                | 8 626           | 0,89 %  | 0              |
| Total exprimés (participation : 57,39 %)     | 976 603         | 100 %   | 4              |
| Source : Commission électorale du Pakistan,. |                 |         |                |

## Sécurité

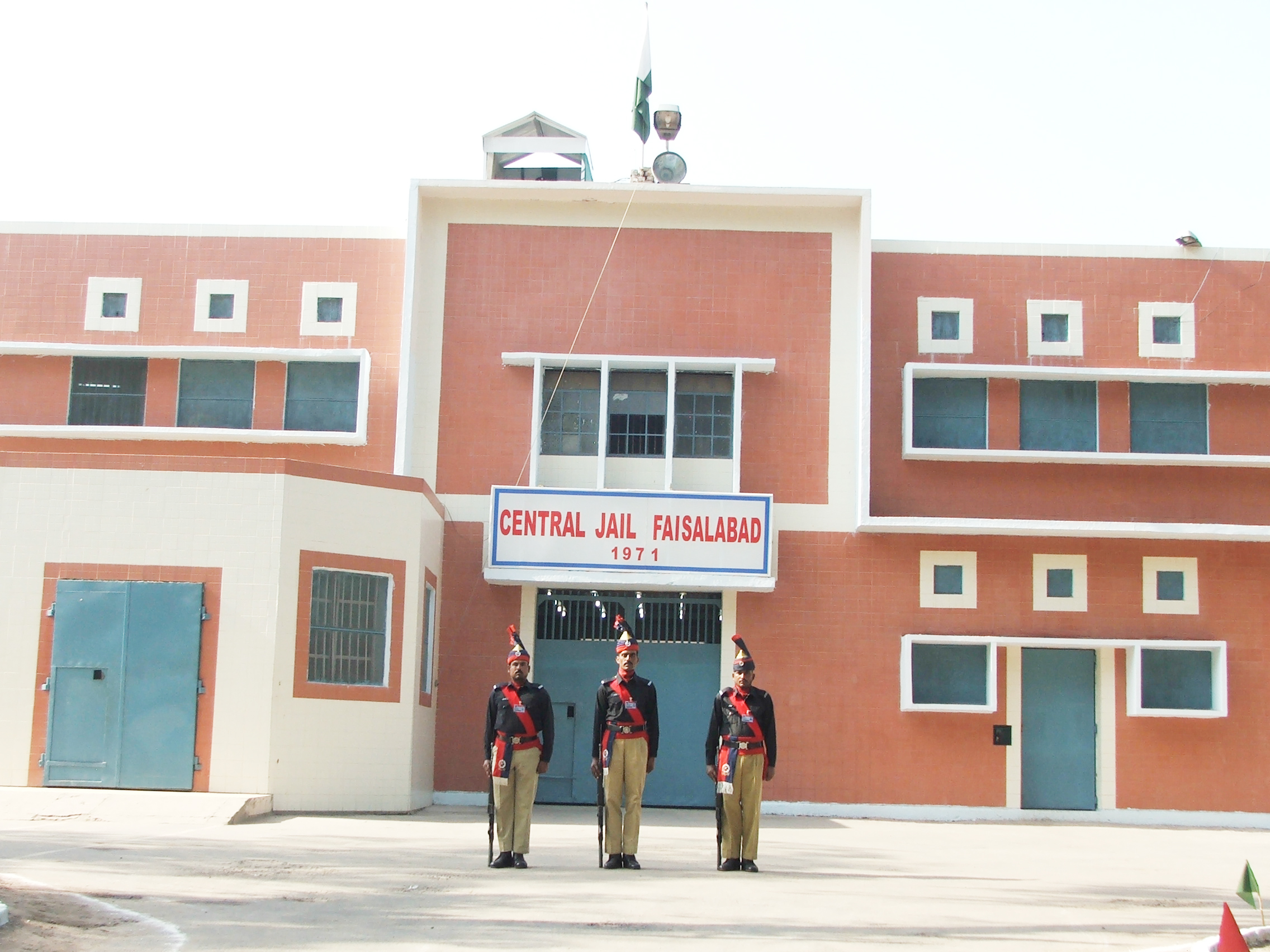
Prison de Faisalabad en 2011.

La ville a été parfois touchée par des attentats à la bombe dans le cadre de l'insurrection islamiste au Pakistan qui a conduit à la recrudescence des attentats dans le pays, surtout depuis 2007. La ville de Faisalabad est relativement peu touchée en comparaison des autres grandes villes du pays. L'attaque la plus violente a lieu le 8 mars 2011 et coûte la vie à près de trente personnes. L'attaque visait une station essence située près de bâtiments de l'administration. Ces derniers n'ont pas été touchés mais l'explosion a provoqué d'importants dégâts, notamment à des locaux de la Pakistan International Airlines.

## Religion
La population de la ville est très majoritairement musulmane sunnite, bien qu'on y trouve des minorités religieuses, surtout chrétienne, mais aussi sikhe et ahamadie. De même, on trouve des minorités musulmanes chiites. 

### Diocèse catholique
Faisalabad est le siège d'un diocèse de l'Église catholique.
- Diocèse de Faisalabad
- Cathédrale Saints Pierre-et-Paul de Faisalabad